# Mesocapnia variabilis
Mesocapnia variabilis är en bäcksländeart som först beskrevs av František Klapálek 1920.  Mesocapnia variabilis ingår i släktet Mesocapnia och familjen småbäcksländor. Inga underarter finns listade i Catalogue of Life.